# 김도훈 (1989년 4월)
김대섭(1989년 4월 11일~)은 대한민국의 골프 선수이다.